# 蛙粪霉病
蛙粪霉病（Basidiobolomycosis）是蛙生蛙糞霉造成的感染，症狀多為皮膚上結實並稍帶紫色的結節，一般為無痛，但也可能有癢或痛感；少數則為感染腸胃道，造成腹痛與發燒等症狀。蛙生蛙糞霉生長在土壤、腐爛的蔬菜與昆蟲等動物體內，透過傷口（如蟲咬）或飲食感染人類。此病可透過醫學影像、活體組織檢查、顯微鏡檢查病原培養與組織病理學分析等方式診斷，以手術切除病灶或两性霉素B等抗真菌药治療。
蛙生蛙糞霉可見於世界各地，但蛙粪霉病多見於熱帶與亞熱帶地區，包括非洲、南美洲、亞洲與美國西南部等，為一罕見的真菌感染疾病，男性與兒童的感染率高於女性。首例病例發生於1956年，為一名皮膚被感染的印尼患者。1964年出現首例腸胃道感染患者。除人類外，狗也有被感染的紀錄。